# Fañch Broudig
Fañch Broudig (Lannion, Costes d'Armor, 1946) és un periodista i escriptor bretó. El 1964 va fer emissions en bretó a les emissores de ràdio i televisió (France 3 Bretagne), i des del 1971 va fer de documentalista al Centre de Recerca Bretona i Cèltica de la Universitat de Brest.
De 1968 a 1970 fou secretari del Comitè d'Acció per la Llengua Bretona, que organitzara nombroses manifestacions reivindicatives, con la marxa de Plouay a An Oriant el 1970. Alhora, la seva militància política el guiarà vers el Partit Comunista Francès amb els seus amics Yves Le Berre i Jean Le Dû, mestres de bretó a la Universitat de Brest.
El 1975 fou nomenat responsable de les notícies d'actualitat en bretó a Brest, i des de 1991 productor delegat dels programes en bretó a France 3 Ouest. També fou un dels fundadors i actual president d'Emgleo Breiz, en el que es responsabilitza de les edicions en bretó, també s'encarrega de la revista literària Brud Nevez i de les revistes pedagògiques en bretó Ar Skol vrezoneg i Ar Helenner. Els seus escrits són estudis sobre la història i evolució del bretó.

## Publicacions
- Roll al leoriou hag ar pennadou bet embannet e brezoneg e 1973 = Bibliographie des publications en langue bretonne. Année 1973. In : Studi, n°1, Kerzu/Décembre 1974
- Roll al leoriou hag ar pennadou bet embannet e brezoneg e 1974 = Bibliographie des publications en langue bretonne. Année 1974. In : Studi, n°5, Ebrel/Avril 1976
- Roll al leoriou hag ar pennadou bet embannet e brezoneg e 1975 = Bibliographie des publications en langue bretonne. Année 1975. In : Studi, n°10, Genver/Janvier 1979
- Ar bed o trei. Eun dibab a skridou a-vremañ evid ar skoliou brezoneg. Brest : Ar Helenner, 1983.
- Langue et littérature bretonne. Dix ans de bibliographie. 1973-1982. Brest : Brud Nevez, 1984.
- Taolennou ar baradoz, Le Chasse-Marée / Ed. de l'Estran, Douarnenez, 1988, ISBN 2-903708-15-0
- Evolution de la pratique du breton de la fin de l'Ancien Régime à nos jours, thèse, Université de Bretagne Occidentale, Brest, 1993
- Roparz, Jakez hag o diskibien, Ar Skol Vrezoneg, Brest, 1993, ISBN 2-906373-31-1
- La pratique du breton de l'Ancien Régime à nos jours, Presses Universitaires Rennes II, 1995, ISBN 2868471285
- L'interdiction du breton en 1902. La IIIe République contre les langues régionales Coop Breizh, Spézet, 1996, ISBN 2-909924-78-5
- À la recherche de la frontière. La limite linguistique entre Haute et Basse-Bretagne aux XIXe et XXe siècles, Ar skol vrezoneg, Brest, 1997, ISBN 2-906373-44-3
- Combes a-eneb ar brezoneg, Brud Nevez, Brest, 1998, ISBN 2-86775-174-X Error en ISBN: suma de verificació no vàlida
- Histoire de la langue bretonne, Editions Ouest-France, Rennes, 1999, ISBN 2-7373-2495-5